# NGC 168

NGC 168

إن جي سي 168 (NGC 168) هي مجرة محدبة تقع في كوكبة قيطس. واكتشاف في عام 1886 من قبل فرانك مولر.